# Natalie Glebova
Natalie Glebova (Tuapsé, Rusia, 11 de noviembre de 1981), nacida como Natalya Vladímirovna Glébova (del ruso: Ната́лья Влади́мировна Гле́бова) es una modelo, escritora y ex-reina de belleza rusa-canadiense que ganó Miss Universo Canadá 2005 y más tarde ese mismo año Miss Universo 2005 en Tailandia.

## Biografía
Nació en Tuapse, Rusia, hija única de Anna, una profesora de secundaria rusa y Vladímir, un especialista en radiocomunicaciones de la industria naviera. Estudió piano clásico y se graduó de una escuela musical profesional a los 12 años. También ha ganado varios campeonatos regionales de gimnasia rítmica. Inmigró a Toronto, Canadá, junto con sus padres a la edad de 13 años.
Antes de competir en Miss Universo, Glébova trabajó como modelo y recibió su Licenciatura de Comercio en Gestión de Tecnología de la Información y Marketing en la Universidad Ryerson en Toronto. También ha trabajado como oradora motivacional para estudiantes de primaria y secundaria.
Se casó con el tenista tailandés Paradorn Srichaphan. La pareja, que se conoció durante el Abierto de Tailandia 2006, se comprometió en abril de 2007 y se casó el 29 de noviembre de 2007 en Bangkok, Tailandia. Se separaron a principios de 2011.
En 2008 participó en The Amazing Race Asia 3 y fue compañera de Pailin Rungratanasunthorn. Representaron a Tailandia y quedaron en octavo lugar.
En diciembre de 2012, se anunció que Glebova competiría en el reality show televisivo Bailando con las Estrellas de Tailandia. El primer episodio fue transmitido en el Canal 7 (Tailandia) el 8 de enero de 2013.
Natalie se casó con Dean Kelly Jr., Mister Panamá 2001, y el 9 de abril de 2016 dio a luz a su hija Maya. En enero de 2024 confirmó su divorcio de Kelly Jr.

## Concursos de belleza
En 2004, Glebova participó en el concurso Miss Canadá. Obtuvo el puesto de tercera finalista. La ganadora de esa edición, Venessa Fisher, no figuró en las semifinales de Miss Universo 2004. Glebova compitió nuevamente en enero de 2005, ganó el título y el derecho de participar en Miss Universo 2005.
Glebova compitió en Miss Universo 2005 en Bangkok, Tailandia en junio de 2005, durante la última noche del evento. Compitió en traje de gala y de baño, y avanzó al top 5 para participar en la ronda final de entrevistas. La ronda final de entrevistas estaba compuesta únicamente por delegadas de América; delegadas consideradas favoritas y con mayor fuerza, entre ellas: Cynthia Olavarria de Puerto Rico, Laura Elizondo de México, Renata Soñe de República Dominicana, y Mónica Spear de Venezuela. A la conclusión del evento, Glebova fue coronada Miss Universo 2005 por su predecesora Jennifer Hawkins, de Australia. El título obtenido por Glebova fue el segundo para Canadá: Karen Dianne Baldwin de London había ganado Miss Universo en 1982. Glebova y Baldwin se graduaron de la misma escuela de secundaria, London Central Secondary School.

## Reinado como Miss Universo

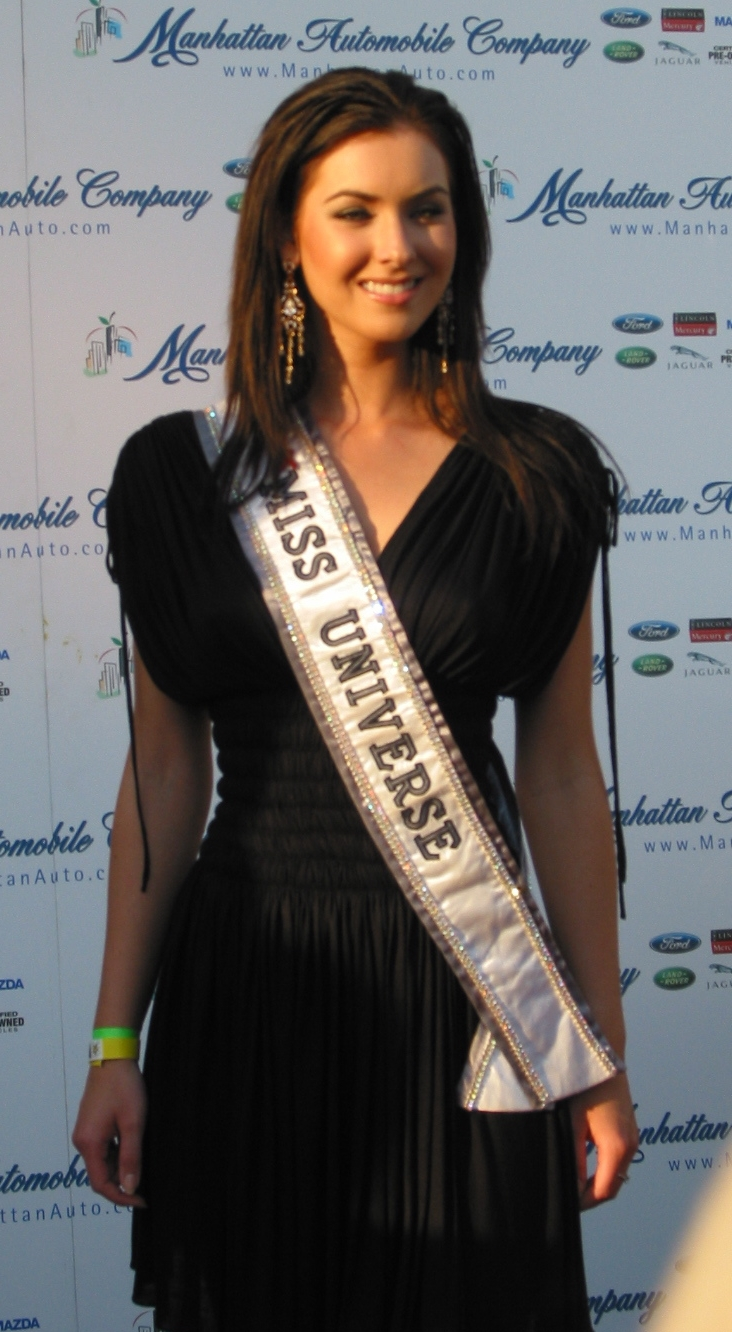
Glebova en un evento en agosto de 2005.

A la vuelta de Glebova a su ciudad, Toronto, fue recibida por la secretaria del alcalde, Gloria Lindsey, quien la obsequió con una bolsa de regalos que contenía una gorra, una camiseta y un llavero con el lema Toronto Unlimited. Natalie declaró haberse sentido ofendida por el recibimiento. Posteriormente se le negó poder participar como Miss Universo, ostentando los atributos de su galardón, como la banda y la corona, en el festival «Tastes of Thailand» que se lleva a cabo en la ciudad, en cumplimiento de una ley ontariense que proscribe el uso de estereotipos sexuales, tanto masculinos como femeninos. El alcalde David Miller fue objeto de las críticas de la presidenta de la Organización Miss Universo Paula Shugart, que calificó la prohibición como un insulto, no solo para Glebova, sino también para el gobierno de Tailandia que había nombrado a Natalia "embajadora honoraria de turismo". David Miller trató de disculparse con Natalia Glebova, declaró que no era necesario modificar la ley aunque admitió que había sido aplicada con excesivo rigor.
Como parte de su año de reinado como Miss Universo, Natalie vivió en un apartamento en el edificio Trump Place en la ciudad de Nueva York.
tuvo la oportunidad de atender a eventos de entretenimiento, como por ejemplo fiestas VIP en Nueva York y a través de los Estados Unidos. También realizó varias sesiones de fotos para el fotógrafo Fadil Berisha.
Viajó a África en julio para asistir a un tour de educación sobre el SIDA con el Global Health Council. [cita requerida].A finales de marzo de 2006, Natalie visitó Rusia por primera vez desde que la dejó en su infancia. Participó en una campaña para alertar sobre el VIH SIDA en Moscú y asistió a un evento de modas en Rusia. Realizó numerosos viajes a Tailandia donde conmemoró el aniversario del tsunami.
También asistió a los concursos de belleza nacionales de países como Ucrania a mediados de octubre, estuvo en Miss Puerto Rico en noviembre, Miss República Dominicana en diciembre, Miss República Checa en febrero, Tailandia y Nicaragua en marzo, Miss Brasil en abril. Coronó a Alice Panikian como su sucesora en el concurso Miss Universo Canadá la noche del 21 de marzo de 2006. Alice logró la sexta posición en Miss Universo 2006.
Glebova iba a viajar a Indonesia para coronar a Miss Universo Indonesia 2006 a finales de julio, pero debido a un viaje que realizó a Canadá, fue reemplazada oficialmente por la primera finalista de Miss Universo 2005 de Puerto Rico, Cynthia Olavarria. 
El 23 de julio de 2006, Natalia coronó a Zuleyka Rivera Mendoza de Puerto Rico como su sucesora. Glebova ostentó el récord de permanencia en el reinado con 1 año, 1 mes y 22 días hasta que se lo arrebató la angoleña Leila Lopes, que había reinado 1 año, 3 meses y 1 semana cuando coronó a su sucesora Olivia Culpo como Miss Universo 2012.
| Predecesora: Jennifer Hawkins Australia | Miss Universo 2005 | Sucesora: Zuleyka Rivera Puerto Rico |